# Баугауз
Ба́угауз або Державний Баугаз (нім. Das Staatliche Bauhaus, Hochschule für Bau und Gestaltung, Вища школа будівництва й дизайну) — вищий навчальний заклад, що існував у 1919–1933 рр. у Веймарі, у 1925–1932 рр. в Дессау та у 1932–1933 рр. в Берліні; також творче об'єднання архітекторів, дизайнерів та художників, що виникло в рамках цього закладу; відповідний напрямок в архітектурі та прикладному мистецтві, який належить до авангардизму в класичному модернізмі. Був заснований 1919 року архітектором Валтером Ґропіусом як школа мистецтв. Припинив свою діяльність після встановлення в країні режиму влади націонал-соціалізму. Здійснив вплив на розвиток модерного мистецтва та архітектури в усьому світі.

## Історія школи

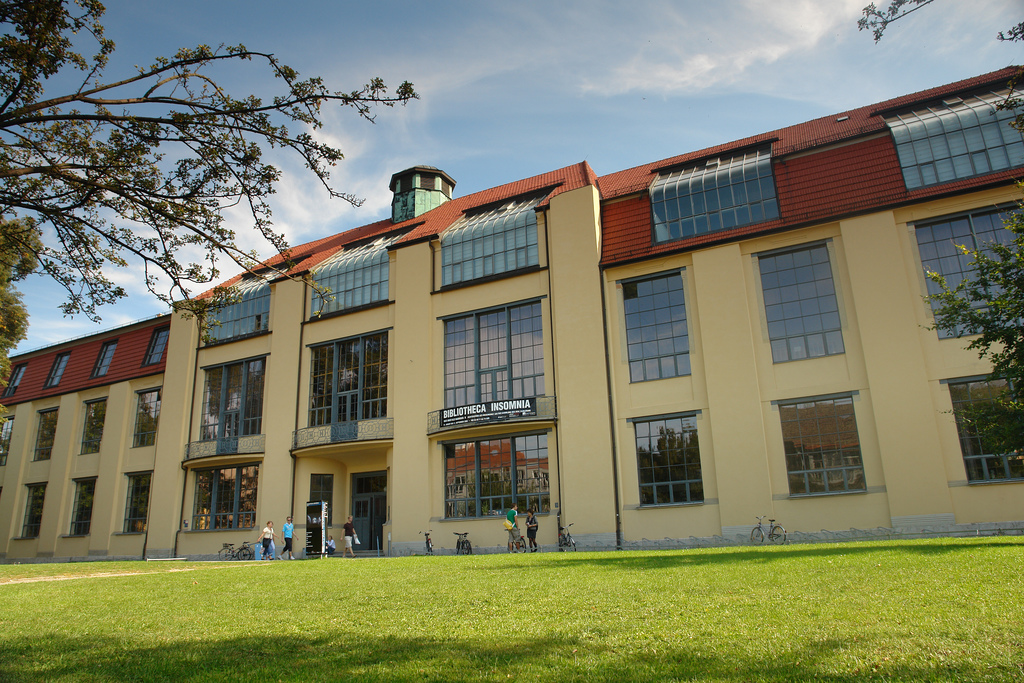
Будівля Баугаузу у Ваймарі

### Школа у Веймарі
З 1860 року у Веймарі існувала Саксонсько-Ваймарська великокняжа художня школа, а в 1906–1907 роках бельгійський художник Анрі ван де Вельде створює Школу мистецтв і ремесел, для якої він проєктує навчальний корпус, а також будівлю художніх майстерень. Ці дві вищі школи й стали базою для створення Баугаузу.
Коли ван де Вельде був змушений піти у відставку 1915 року через своє бельгійське походження, він запропонував Вальтера Ґропіуса, Германа Обріста й Сергія Енделя як можливих наступників.
У 1919 році, після затримок, викликаних руйнуваннями Першої світової війни та тривалими дебатами щодо того, хто повинен очолити установу та соціально-економічні значення примирення образотворчого мистецтва та прикладного мистецтва (питання, яке залишалося визначальним для самого існування школи), Ґропіус був призначений директором нового інституту, який об'єднав художню і прикладну школи, що відтоді називаються Bauhaus.
У квітні цього ж 1919 року він публікує свій «Маніфест», що став основою педагогічного й творчого методу Школи, неповторного за різноманітністю художніх ідей і їх оригінального практичного виконання. У брошурі на виставці «Невідомих архітекторів» Ґропіус проголосив свою мету «створити нову гільдію ремісників, без класових відмінностей, які зламають надмірні бар'єри між майстром і художником». Він прагнув розвинути креативне мислення в промисловій архітектурі та у виготовленні практичних, а заразом оригінальних побутових приладів. Неологізм Ґропіуса — Баугауз — звертає увагу як на будівлю, так і на «Баугюте», історичну гільдію каменярів, покликану готувати й розвивати самих працівників. Першою та основною ціллю було створення Баугаузу — об'єднаної архітектурної школи, школи ремесел та академії мистецтв. Створені перші майстерні — ювелірна, книжкова, текстильна й друкованої графіки. Далі до них додаються майстерні скульптури, меблів, монументального живопису та кераміки.
Архітектуру студенти вивчають поки тільки факультативно. Школа отримала державне утримання. У 1919 році викладачами Баугаузу були швейцарський художник Йоганнес Іттен, німецько-американський художник Ліонель Файнінґер та німецький скульптор Ґергард Маркеш, включаючи й самого Вальтера Ґропіуса. До наступного року до них прєднались німецький живописець, скульптор і дизайнер Оскар Шлеммер, який очолив театральну майстерню, та швейцарський художник Пауль Клее, у 1922 році приєднався «батько абстракціонізму» Василь Кандінський. Бурхливим роком для Баугаузу стає 1922-й, це ілюструє переїзд голландського живописця Тео ван Дусбурга до Веймара для просування Де Стиля («Стиль»), а також відвідування Баугаузу художником-конструктивістом та архітектором Ель Ліссіцкі. З 1920 року вводиться нова система викладання, відповідно до якої кожну майстерню ведуть два фахівці: технолог і художник.
До 1923 року Ґропіус більше не висував образів високорозмірних романських соборів та ремесел естетики «в народному стилі», натомість він заявляв: «Ми хочемо, щоб архітектура була адаптована до нашого світу машин, радіо та швидких автомобілів». Ґропіус стверджував, що новий період історії почався з кінцем війни. Він хотів створити новий архітектурний стиль для відображення цієї нової ери. Його стиль в архітектурі та споживчих товарах мав бути функціональним, дешевим і відповідати масовому виробництву. З цією метою Ґропіус хотів об'єднати мистецтво та ремесло, щоб досягти високотехнологічних функціональних продуктів із художньою цінністю. Bauhaus випустив журнал під назвою «Bauhaus» і серію підручників під назвою «Bauhausbücher». Оскільки Веймарській республіці бракувало достатньої кількості сировини порівняно зі Сполученими Штатами та Великою Британією, вона мала покладатися на кваліфікацію професійної робочої сили та здатність експортувати інноваційні та високоякісні товари. Тому дизайнери були потрібні, і вони створювали новий вид мистецтва.
Філософія школи полягала в тому, що художник повинен навчатися працювати з промисловістю.
Веймар перебував у землі Тюрингія, і школа Баугаузу отримала державну підтримку від керованого соціал-демократом державного уряду Тюрингії. Школа у Веймарі зазнала політичного тиску з боку консервативних кіл у політиці Тюрингії, дедалі більшого, а після 1923 року виникла політична напруга. Однією з умов, що були покладені на Bauhaus у новому політичному середовищі, була виставка робіт, що проводилася в школі. Цю вимогу було виконано в 1923 році з виставкою «Bauhaus» експериментального «Гауз-ам-Горн». Міністерство освіти перевело штат на шестимісячні контракти та скоротило фінансування школи наполовину. 26 грудня 1924 року Баугауз видав пресреліз і оголосив про закриття школи до кінця березня 1925 року, коли Веймарська влада припинила субсидіювати школу. На даний момент вони вже шукали альтернативні джерела фінансування. Після того, як Баугауз переїхав до Дессау, школа промислового дизайну з викладачами та персоналом, менш антагоністичним до консервативного політичного режиму, залишилася у Веймарі.
1946 року архітектор Герман Гензельман стає засновником нового вищого навчального закладу, пов'язаного з гуманістичними традиціями Баугаузу, що отримав у 1951 році назву Вищої школи архітектури.
1990 року, після об'єднання Східної і Західної Німеччини, Вища школа архітектури була реструктуризована, у 1995 році прийнято рішення про повернення університетові історичної назви Баугауз — у 1996-му воно набуло чинності. З тих пір університет носить ім'я Університет Баугауз у Веймарі.

### Школа в Дессау

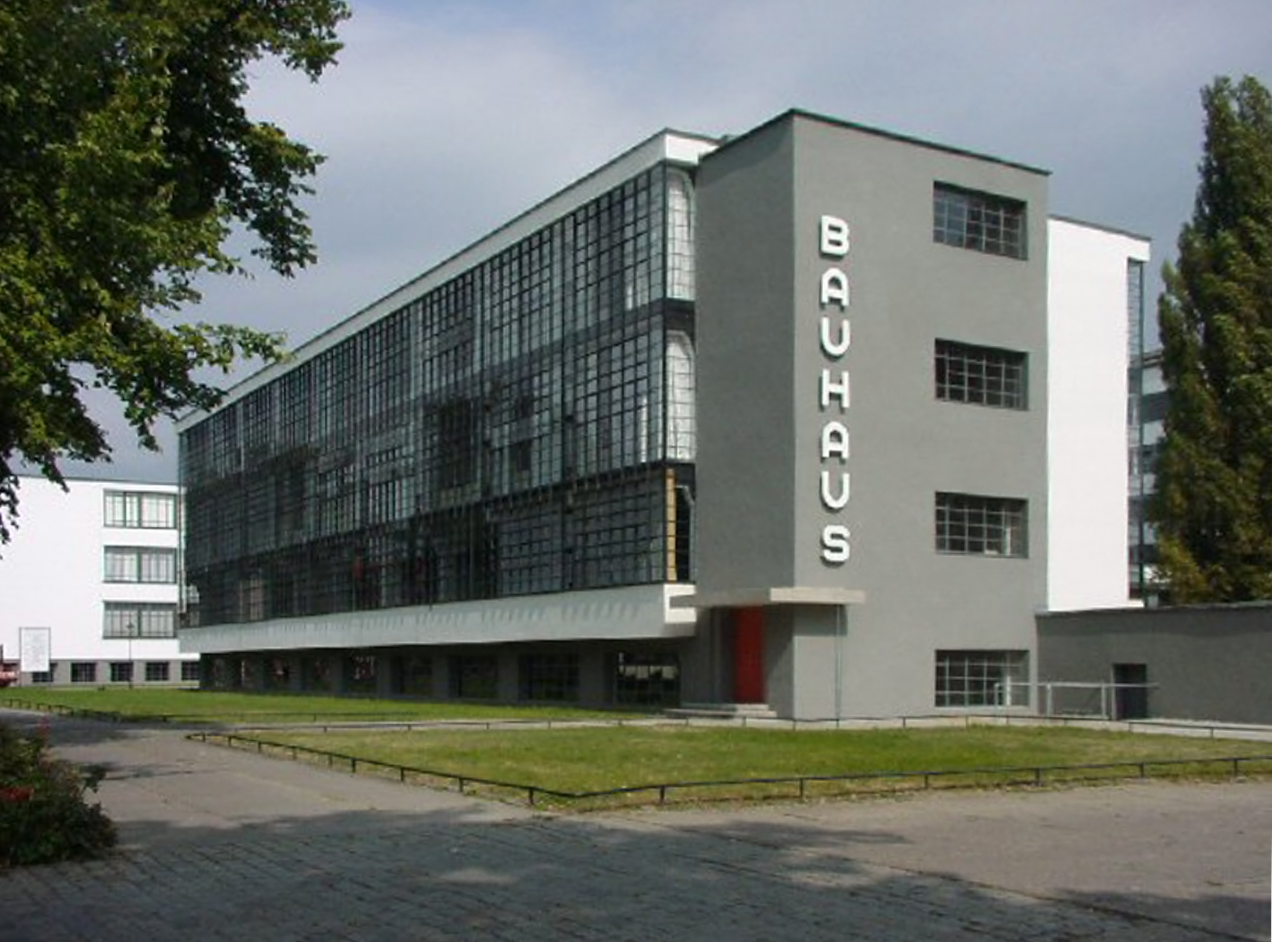
Головний корпус Баугаузу в Дессау, реконструкція 2003, об'єкт Світової спадщини ЮНЕСКО.

Дессау — це маленьке місто на 70 тис. осіб, розташоване в місці злиття річок Ельба та Мульде за 100 км на південь від Берліна. У забудові області переважала традиційна архітектура, на початку століття місто було важливим промисловим центром.
Школа в місті функціонувала з 1926 до 1932 року й  суттєво вплинула на мистецтво та архітектуру того часу. У школі проводилися курси архітектури, фотографії, живопису, графічного дизайну, дизайну інтер'єру, промислового дизайну та типографіки.
Завдяки цим передумовам місто було ідеальним місцем для Ґропіуса, який вирішив об'єднати естетичну красу з функціональністю і продуктивністю. Під час свого будівництва Баугауз був трохи вдалині від центру міста, за залізничним парком, але сучасне місто, розростаючись, поглинуло комплекс школи.
Використовуючи принцип «конвеєра Генрі Форда» в будівництві, будівля мала бути побудована протягом року, рекордного на ті часи терміну. У зв'язку зі станом післявоєнної німецької економіки будівля сама по собі мала бути дешевою. Споруда мала зв'язати різні навчальні приміщення в єдину асиметричну та динамічну композицію, урівноважену горизонтальними (довгий перехід-міст) і вертикальними (вежа студентського гуртожитку) елементами. Хоча кожна група приміщень була індивідуальною з урахуванням своєї функції, вся будівля загалом представляє гармонійний баланс форм і пропорцій.
За роки відбулася помітна зміна напрямку школи в Дессау. За словами Елейн Гоффман, Ґропіус звернувся до голландського архітектора Марта Стама, щоб керувати новоствореними програмами архітектури, і коли Стам відмовився від цієї позиції, Ґропіус звернувся до товариша Стама та колеги з групи ABC Ганнеса Меєра.
Меєр став директором, коли Ґропіус пішов у відставку в лютому 1928 року і приніс Баугаузу свої два найзначніші будівельні проєкти, обидва з яких досі існують: п'ять житлових будинків у місті Дессау та Федеральна школа Загальнонімецької профспілки промисловців (нім. Bundesschule des Allgemeinen Deutsche Gewerkschaftsbundes) у Бернау та Берліні. Меєр віддавав перевагу вимірюванням та розрахункам у своїх презентаціях для клієнтів, разом із використанням архітектурних компонентів для зменшення витрат. Цей підхід виявився привабливим для потенційних клієнтів. Школа повернула свою першу вигоду під його керівництвом у 1929 році.
Але Меєр також викликав багато конфліктів. Як радикальний функціоналіст, він не мав терпіння до естетичної програми і змусив до відставки Герберта Баєра, Марселя Брюера та інших давніх викладачів. Незважаючи на те, що Меєр продовжував зміщувати орієнтацію школи далі вліво, ніж коли це було за Ґропіуса, він не хотів, щоб школа стала інструментом лівої партійної політики. Він перешкоджав формуванню студентського комуністичного осередку і в умовах дедалі небезпечнішої політичної атмосфери це стало загрозою існуванню школи Дессау. Міський голова Дессау Фріц Гессен звільнив його влітку 1930 року.
Міська рада Дессау намагалася переконати Ґропіуса повернутися на посаду голови школи, проте Ґропіус замість цього запропонував Людвіга Міса ван дер Рое.
Міса призначили 1930 року, і він одразу ж опитав кожного учня, відкинувши тих, яких вважав недостатньо обдарованими. Вони зупинили виробництво товарів у школі, щоб школа могла сфокусуватися на навчанні. Ван дер Рое реорганізує всю систему викладання. Створюється п'ять основних напрямків: будівництво, дизайн інтер'єру, текстиль, фотографія і образотворче мистецтво. Архітектурний курс стає значнішим за кількістю навчальних годин і місцем у системі освіти. Так було до 1931 року, коли робітнича партія Націонал-соціалістичної Німеччини (нацистська партія) стала більш впливовою в німецькій політиці. Коли вони отримали контроль над міською радою Дессау, то закрили школу.

### Берлін
Наприкінці 1932 року Міс орендував затоплену фабрику в Берліні (вулиця Біркбуш, 49), щоб відновити так званий новий Баугауз власним коштом. Студенти та викладачі самі відремонтували будівлю, побіливши всі інтер'єри білим. Школа діяла протягом десяти місяців без подальшого втручання з боку нацистської партії. У 1933 році гестапо закрило й берлінську школу. Міс виступає проти рішення, зрештою звертаючись до голови гестапо, який погодився дозволити школі знову відкритись. Однак незабаром після отримання письмового дозволу відкрити Баугауз Міс та інші працівники вирішили добровільно закрити школу.
Хоча ні нацистська партія, ні Адольф Гітлер не мали узгодженої архітектурної політики, перш ніж вони прийшли до влади в 1933 році, нацистські письменники, такі як Вільгельм Фрік та Альфред Розенберг, вже називали Баугауз «негерманським» і критикували його модерністські стилі, навмисно генеруючи публічні суперечки щодо таких проблем, як, наприклад, пласкі дахи.
З початку 1930-х років нацисти охарактеризували Баугауз як стиль, типовий для комуністів та соціальних лібералів. Дійсно, ряд лояльних до Меєра студентів-комуністів переїхали до Радянського Союзу після закриття Баугаузу в 1930 році.
Ще до того, як нацисти прийшли до влади, політичний тиск на Баугауз зростав. Нацистський рух з самого початку засудив Баугауз за його «вироджене мистецтво», і нацистський режим був налаштований на боротьбу з тим, що важав іноземним, ймовірно, єврейським впливом «космополітичного модернізму». Незважаючи на протести Ґропіуса, як ветерана війни та патріота, про відсутність у його роботі будь-яких підривних політичних намірів, Берлінський Баугауз був змушений закритись у квітні 1933 року. Однак емігранти досягли успіху в поширенні концепцій Баугаузу в інших країнах, зокрема «Новий Баугауз» у Чикаго: Міс вирішив емігрувати до Сполучених Штатів для керівництва Архітектурною школою в Інституті Армора (нині Іллінойський технологічний інститут) у Чикаго та шукати будівельні замовлення.
З художньої точки зору Баугауз також включає лінії, дуже схожі на ті, які використовувались українськими та російськими конструктивістіами.

### Тель Авів
Центральна частина Тель-Авіву, Біле Місто (івр. העיר הלבנה,  ха-ір ха-левана) належить до колекції з понад 4 000 будівель у стилі Баугауз або Інтернаціональний стиль, побудованих у 1930-х роках у Тель-Авіві німецькими архітекторами-євреями, що емігрували до Підмандатної Палестини після приходу в Німеччині до влади нацистів. Тель-Авів має найбільшу кількість будівель у стилі Баугауз, ніж будь-яке місто світу.
2003 року Організація Об'єднаних Націй з питань освіти, науки і культури (ЮНЕСКО) оголосила Біле Місто об'єктом світової спадщини ЮНЕСКО як «видатний приклад нового планування міста та архітектури початку XX століття».
2000 року в Тель-Авіві був заснований Баугауз-центр — організація, що займається вивченням архітектурної спадщини.
2003 року відбулася організована Центром виставка, присвячена збереженню пам'яток архітектури, на якій було представлено 25 будівель.

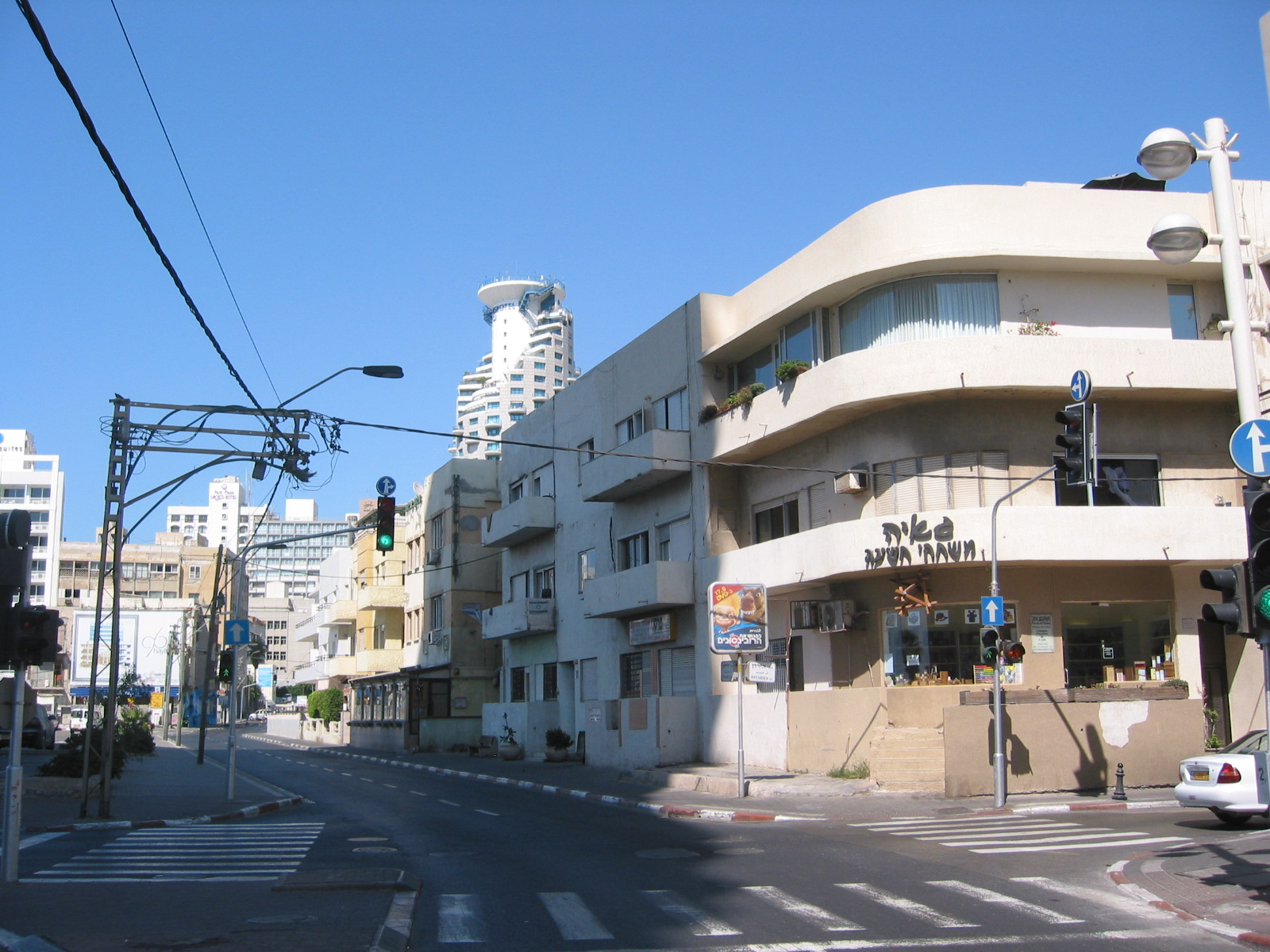
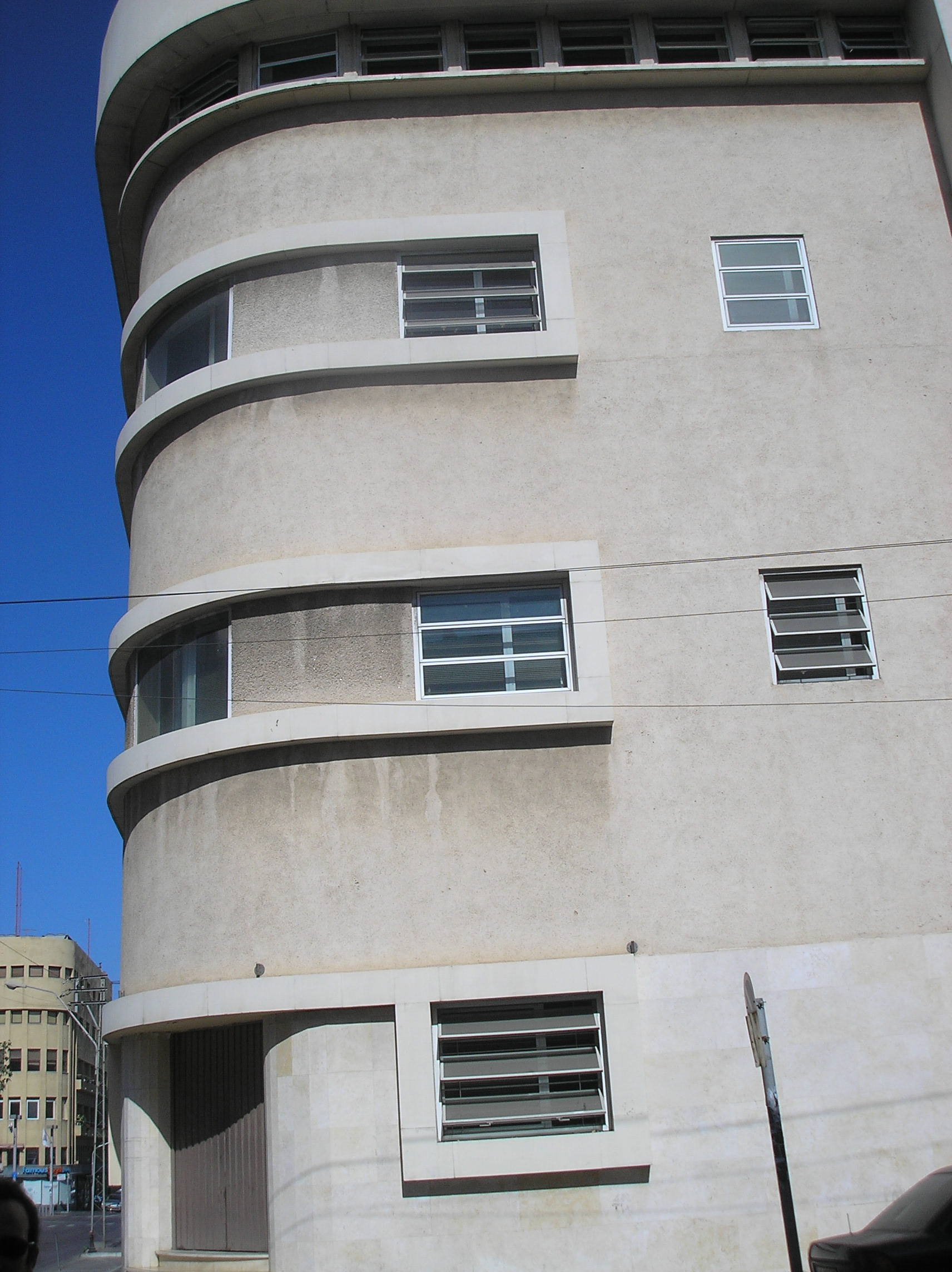
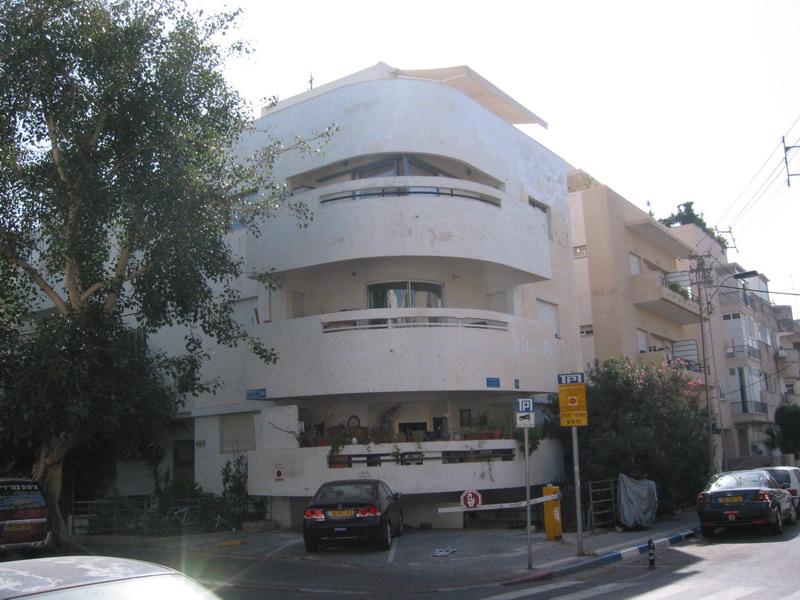
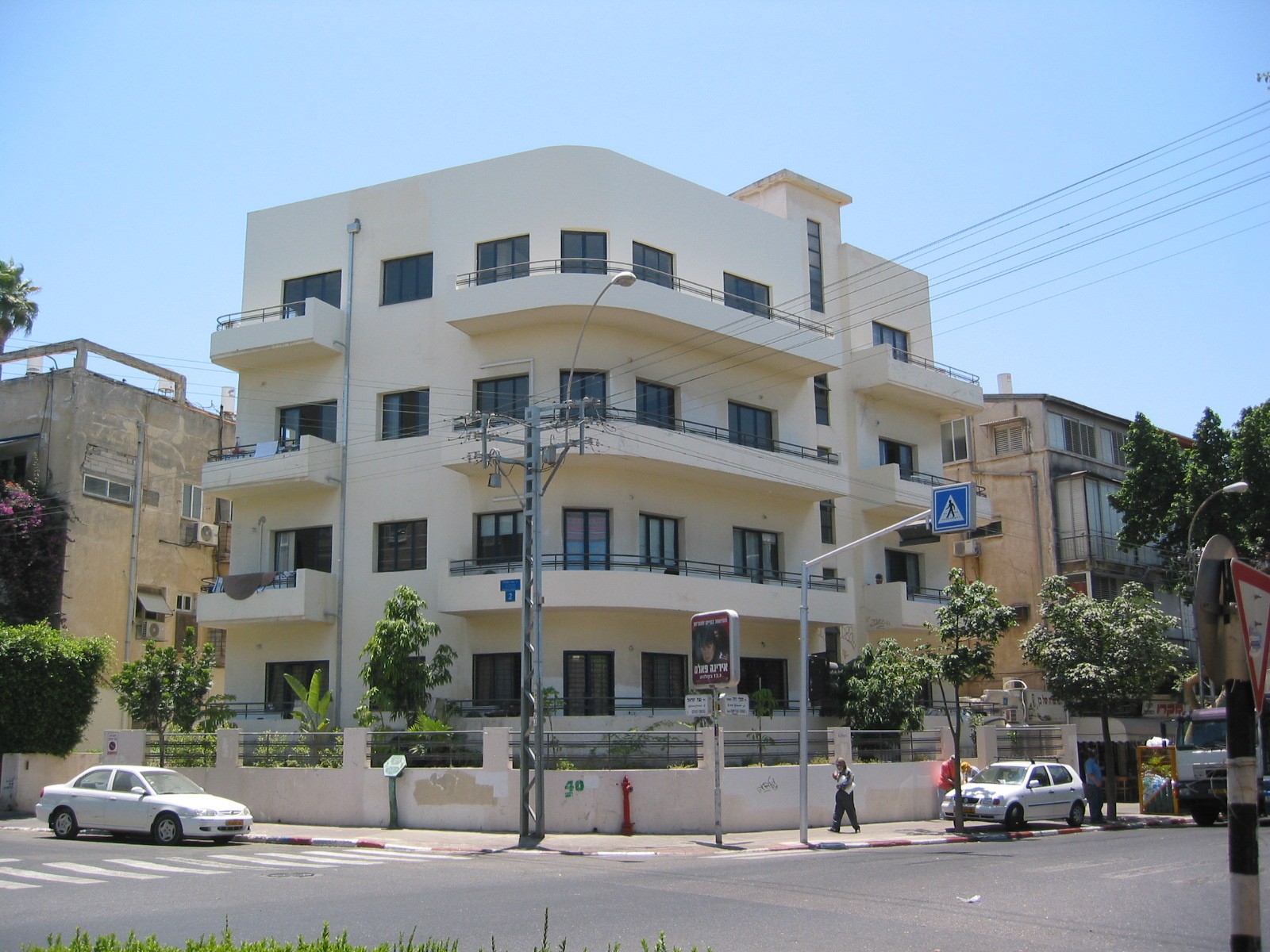
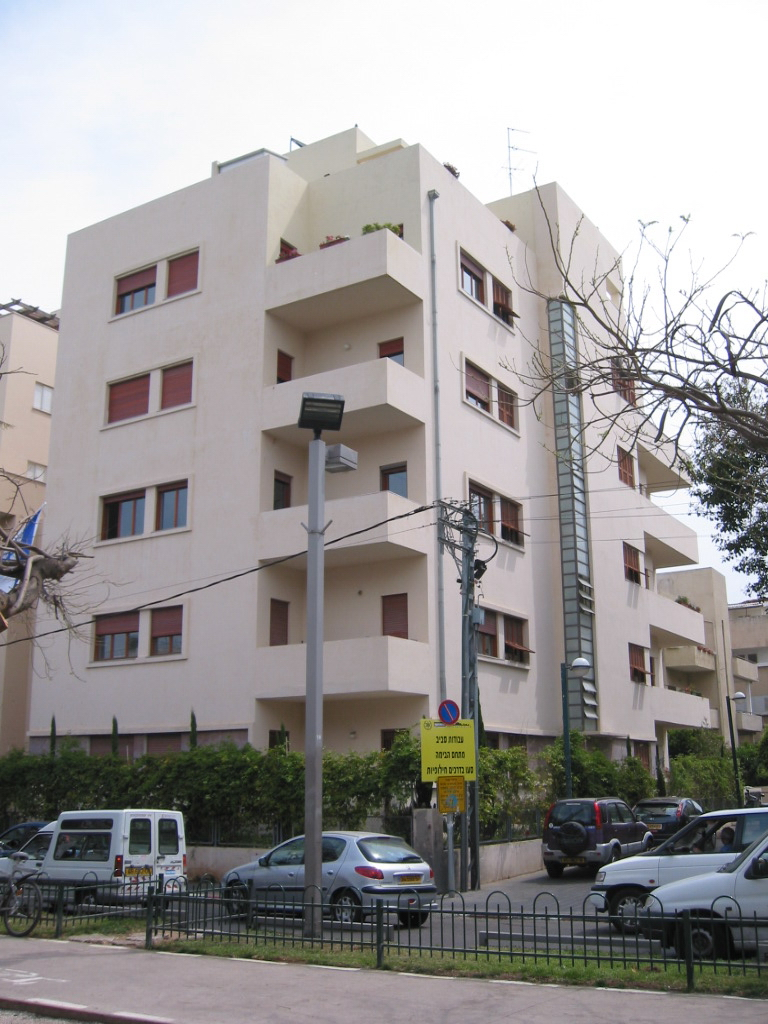
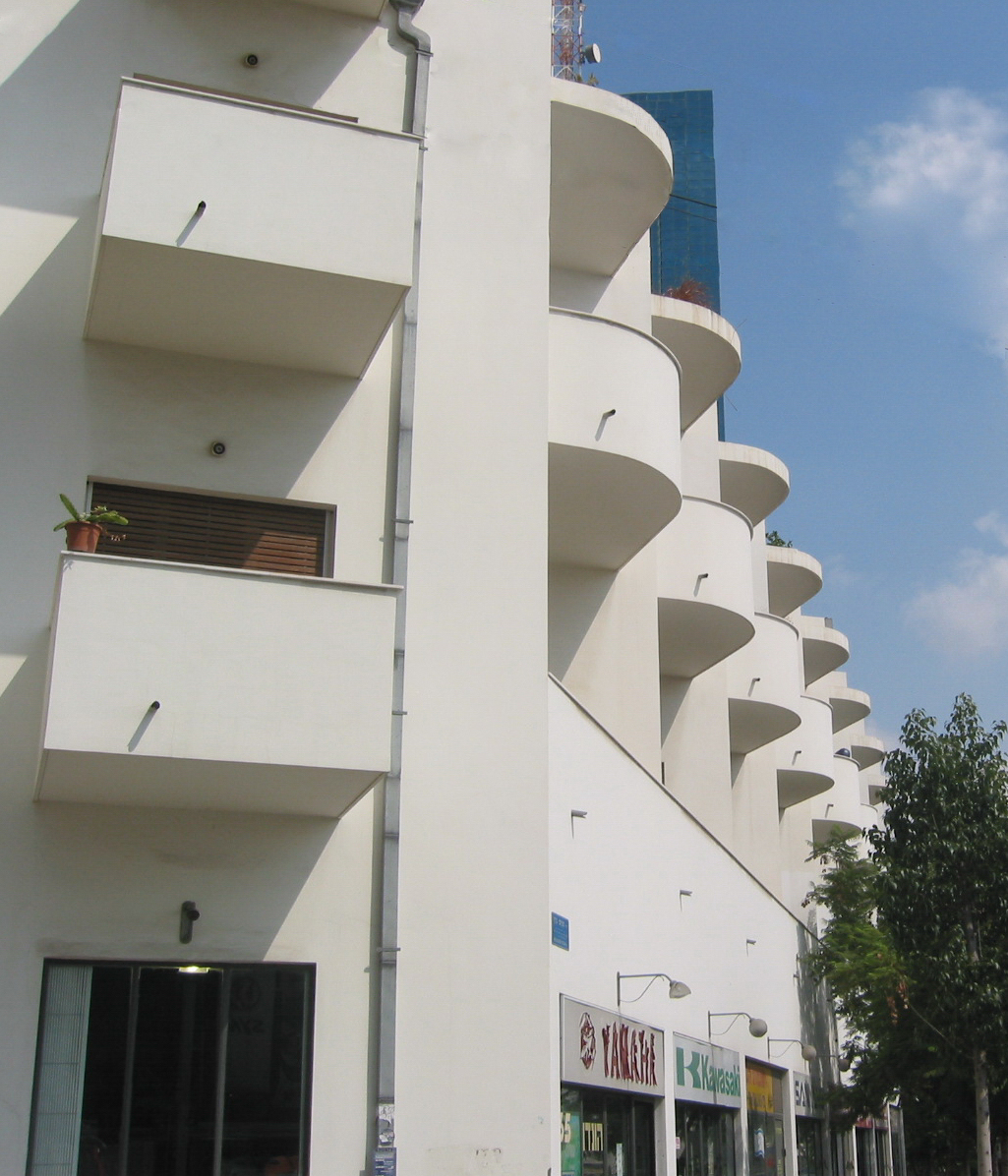
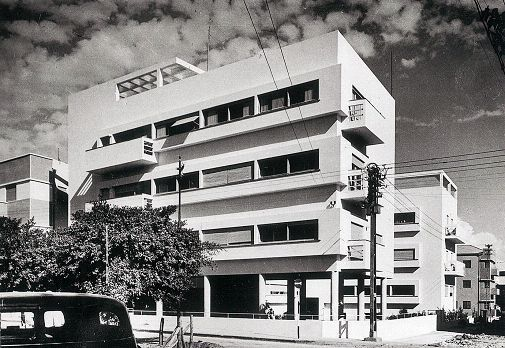
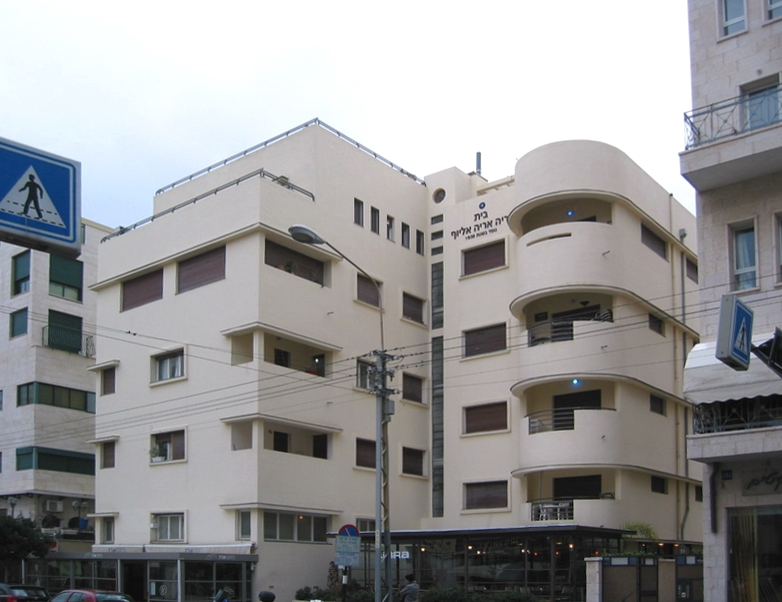
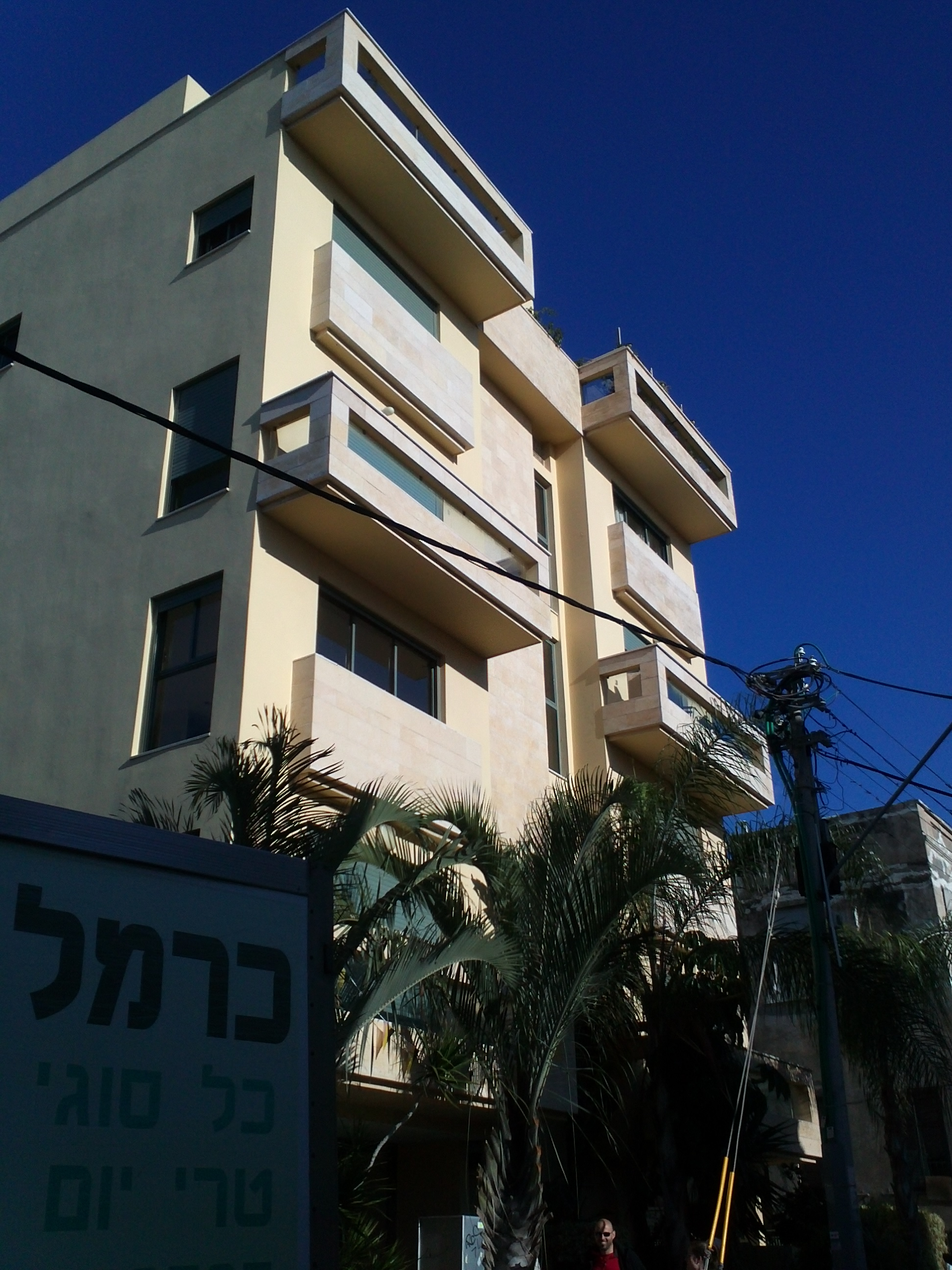
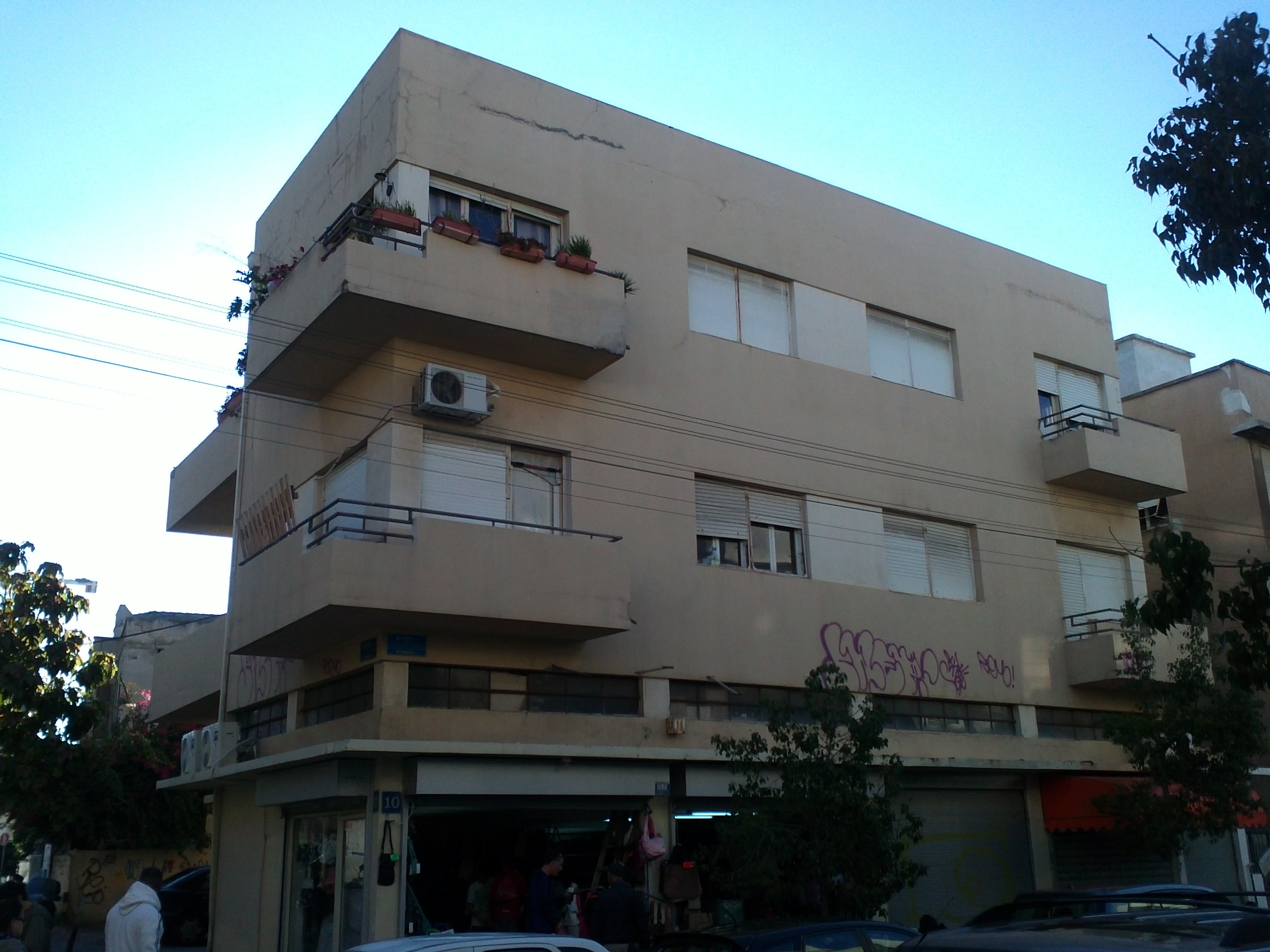
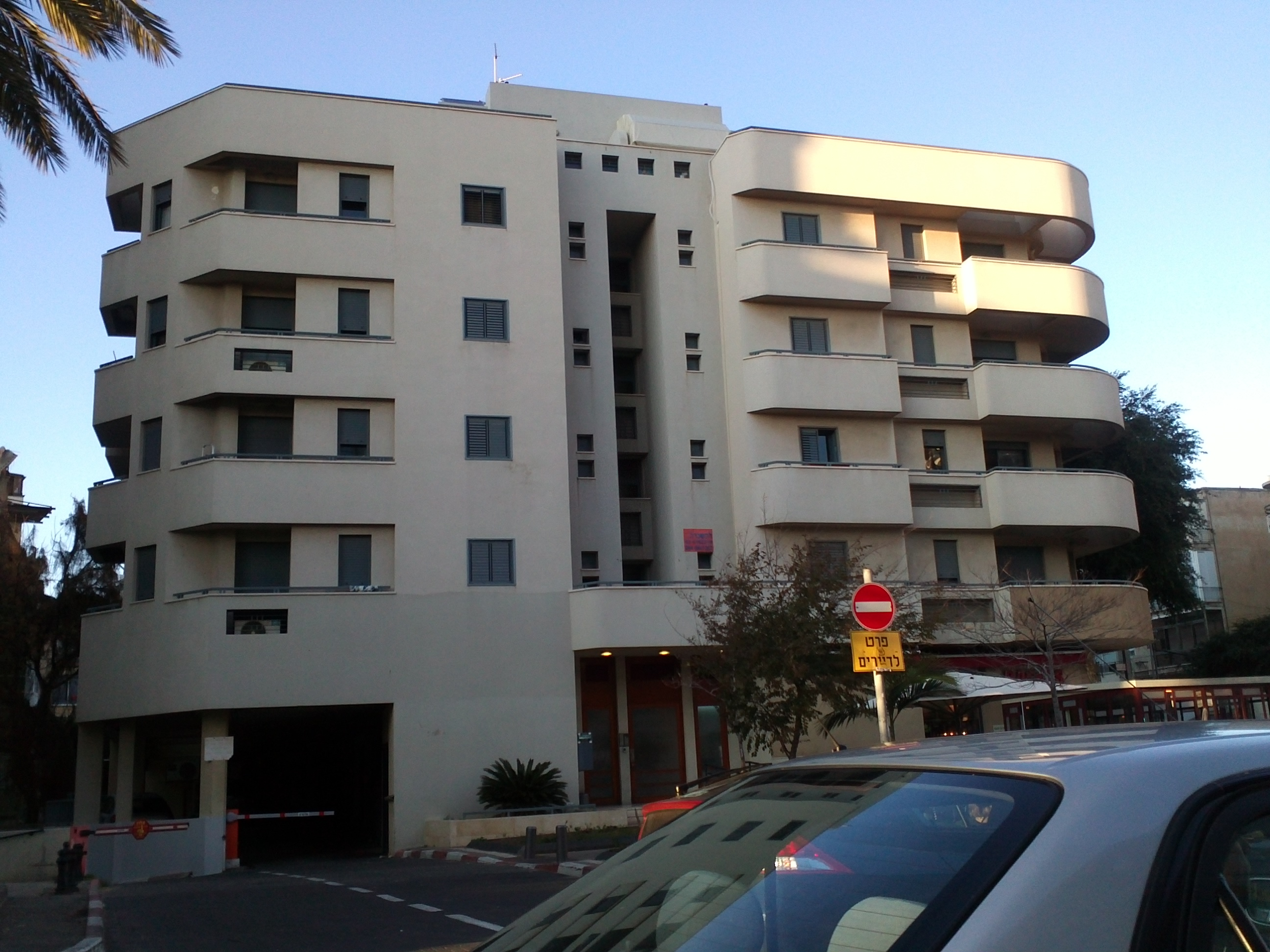
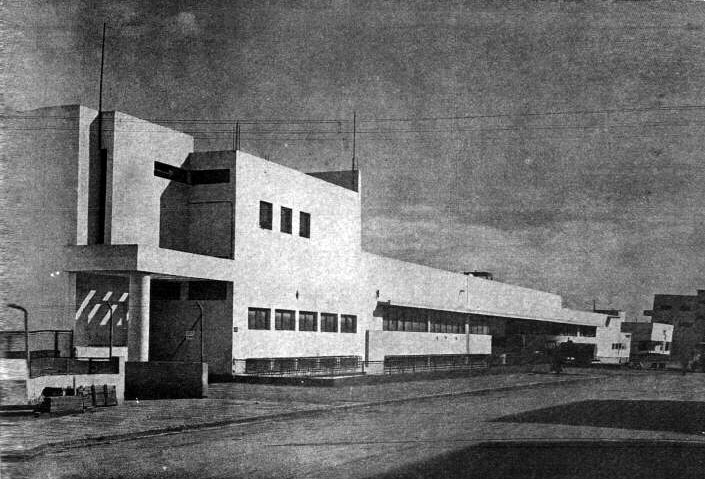

У місті діє музей — Фонд Баугауз.

## Архітектура комплексу школи Баугауз у Дессау
Будинок був запроєктованим засновником Баугаузу Вальтером Ґропіусом на замовленням міста Дессау. Плани були складені в приватному кабінеті Ґропіуса — у Баугаузу не було свого архітектурного відділу до 1927 року. Проєкти дизайну інтер'єрів були розроблені в майстернях школи. Місто Дессау профінансувало проєкт, а також забезпечило надання ділянки під будівництво.

### Планувально-композиційне рішення
У планувально-композиційному рішенні комплекс будівлі школи Баугауз включає в себе приміщення для навчання (майстерні), житло для студентів та викладачів, аудиторії та офіси, які були злиті разом у своєрідній конфігурації, яка візуально нагадує лопаті іграшки-вітряка. З огляду на вид будівлі з висоти пташиного лету ця схема натякає на форму гвинтів літака, які в основному вироблялися в прилеглих районах Дессау.
Головними елементами комплексу є фронтально засклене, триповерхове крило майстерні, також триповерховий корпус для професійно-технічного училища та п'ятиповерховий житловий корпус. Крила майстерні та професійно-технічне училище пов'язані двоповерховим мостом, який використовувався для адміністративних цілей, що формує загальний навчальний блок комплексу. Приватний офіс Ґропіуса також знаходився тут до 1928 року. Крило майстерні та будівля студії з'єднані одноповерховим будинком, у якому розташована так звана святкова зона, що складається з аудиторії, сцени та їдальні. У житловому корпусі розташовуються студенти та молодші майстри у 28 квартирах-студіях, кожна з яких становить 20 м². Навчальне крило містить адміністрацію та аудиторії, приміщення для персоналу, бібліотеку, фізичну лабораторію, майстерні для макетування, повністю завершені підвальні приміщення, підняті перші поверхи та два верхні поверхи.

### Дизайнерські та конструктивні рішення
Дизайн будівлі є наслідком розвитку ідеї, яку Ґропіус раніше усвідомив (напередодні Першої світової війни) з будівництвом Фагунського заводу в Альфельді дер Лейн. У всіх функціональних блоках будівлі наявні великі віконні прорізи, що стало можливим із застосуванням несучих каркасних систем. Проте особливої композиційної виразності Ґропіус досяг, завдяки застосуванню системи суцільного засклення трьох фасадів у блоці з майстернями, що дає змогу побачити ззовні конструктивні особливості споруди, представлені несучим залізобетонним каркасом, модерністський дизайн приміщень майстерень, а також процеси навчання молодих архітекторів.
Також, завдяки широкому використанню скла як одного з основних матеріалів, дизайн споруди створює враження прозорості, не посилюючи прямих кутів будівлі. Ґропіус різноманітно розробив різні ділянки будинку, відокремлюючи їх у дизайнерському плані послідовно відповідно до функції. Він запроєктував крила асиметрично, а отже, форму комплексу можна зрозуміти лише шляхом руху навколо будівлі. Центрального вигляду як такого немає.
Важливим елементом даного проєкту є також застосування асфальтного покриття на даху, що слугує підставою вважати, що початково дах споруди планувалося експлуатувати.
Площа будівлі школи Баугауз становить 113,4 тис. футів кв., загальна площа всіх поверхів школи — приблизно 250,6 тис. футів кв. Загальні витрати склали близько 902,5 тис. марок.

## Реставраційні роботи над комплексом школи Баугауз у Дессау

### Історія реставраційних робіт
Після закриття Баугаузу в 1933 році саму будівлю школи почали використовувати для інших цілей. У зв'язку з цим у 1934–1935 роках були проведені перші ремонтні роботи в стінах споруди, щоб пристосувати її під нову функцію.
Під час Другої світової війни, у 1941 році, фасади будівлі були перефарбовані в колір хакі, що виражало мілітаристський дух Третього рейху. У 1943 році внаслідок авіаобстрілу скинутий на будівлю шрапнель практично повністю зруйнував скляний вітраж на фасаді блоку з майстернями, а також значно пошкодив інтер'єри будівлі. У зв'язку з цим того ж року було здійснено тимчасове очищення від сміття та уламків стін будівлі.
У 1951 році відбулося затоплення сходової клітки блоку з майстернями внаслідок виходу з ладу інженерних систем водопостачання та водовідведення. Ця подія призвела до прийняття адміністрацією споруди та владою рішень про необхідність заходів з реставрації та реконструкції в стінах Баугаузу. У 1956 році була здійснена реновація пошкоджених шрапнеллю інтер'єрів, а вже у 1961 році почалася перша в історії даної будівлі комплексна реставрація споруди з метою повернення її до оригінального вигляду. Проте, зважаючи на недосвідченість архітекторів-реставраторів у питанні проведення реставраційних робіт на об'єктах спадщини модернізму, головна задача проєкту реставрації, а саме повернення образу споруди до початкового вигляду, не була здійснена.
З нагоди 50-тиріччя від будівництва школи Баугауз за проєктом Вальтера Ґропіуса в 1976 році відбулася масштабна реставрація об'єкта. Мета залишилася тією ж — повернення вигляду споруди до оригінального 1926 року. Проте, на жаль, не всі поставленні завдання були здійснені, адже проєкт реставрації здійснювався без єдино затвердженої концепції та радше нагадував приведення до ладу колись прогресивного об'єкта.
У 1993 році була здійснена реставрація скляних вітражів на фасаді блоку з майстернями, які в точності повторювали оригінальний дизайн та поділ панелей. У 1996 році комплекс Баугауз у Дессау був включений до списку Всесвітньої спадщини ЮНЕСКО в Німеччині. З цієї причини було розроблено єдину загальну концепцію його реставрації з метою повернення пам'яті про прогресивну добу 1920-х років у Німеччині, а також для того, аби перетворити даний об'єкт у нову навчальну платформу для молодих архітекторів та дизайнерів, яка була б гідним продовжувачем колишніх традицій модернізму. У 1996–1998 роках, згідно з прийнятою концепцією, було проведено наймасштабнішу реставраційну роботу за всю історію споруди. Реставраційні роботи були затверджені та виконувалися організацією ICOMOS (International Council on Monuments and Sites). Багато в чому даний проєкт реставрації став визначальним та зразковим для подальших практик реставраційних робіт об'єктів доби модернізму.

### Методика реставраційних робіт
Найбільш масштабною реставраційною роботою над комплексом Баугауз у Дессау була реставрація 1996–1998 роках, яка стала визначальною для реставрації як науки в цілому.
Початок розробки проєкту був присвячений дослідженню, обстеженню та аналізу об'єкта для збору даних про історичні та сучасні умови будівництва. Крім технічних випробувань, дослідження історії будівництва була важливою для того, щоб зрозуміти історичну та художню актуальність будівлі. Оскільки існує невелика кількість оригінальної документації з будівництва комплексу Баугауз, більшість докладної інформації реставратори почерпнули через дослідження самого об'єкта та завдяки архівним дослідженням.
Концепція реконструкції будівлі школи Баугауз була прийнята такою, що зберігає значення даної споруди як пам'ятки культури, тобто як твір мистецтва та історичний документ. Існуючі матеріали, конструктивні рішення, а також дизайнерські аспекти були враховані. Основним концептуальним рішенням було прийнято можливість подальшого активного використання будівлі. Для цього було відновлено приміщення для досліджень і навчання, оснащені сучасним технічним устаткуванням, а також місця для зберігання архівних матеріалів та творів мистецтва.
Концепція реконструкції будівлі школи Баугауз не полягала в намірі перетворення існуючого архітектурного полотна в образ, ідентичний образу оригінальної споруди 1926 року. З одного боку, фундаментальні складові будівлі збереглися або були відновлені там, де вони були втрачені. Це включає, наприклад, відновлення видимості, відкриття конструкцій, які можна було б прочитати в контексті архітектури споруди, організацію приміщень або відновлення поліхромії й автентичного дизайну поверхонь. Ці фундаментальні структури мають центральне значення для розуміння будинку школи Баугауз як феномену модерністської парадигми в архітектурі. З іншого боку, 80-річна історія будівлі «відбилася» на самій субстанції об'єкта таким чином, що ці зміни почали також сприйматися як складова автентичної субстанції. Ці зміни можуть включати сліди використання будівлі, а також зміни, що з'явилися протягом багатьох років, якщо вони не зменшують художнього значення будівлі. Споруда школи Баугауз також може розглядатися як пам'ятник епосі, свідчення історії.
На загал методику реставраційних робіт над комплексом Баугауз у Дессау в 1996–1998 роки найбільш вдало можна описати двома основними аспектами:
- розгляд та розстановка пріоритетів під час розроблення проєкту реставраційних робіт;
- надзвичайний акцент на збереженні вихідного матеріалу.

Після ґрунтовного вивчення комплексу Баугауз у Дессау як архітектурного та інженерного твору реставратори вдалися до визначення та розстановки пріоритетів, шляхом складання кольорових карт. Було обрано три основних кольори: червоний, зелений та коричневий.
- Червоний колір на схемах відповідав за позначення усієї оригінальної автентичної субстанції, яка збереглася з 1926 року. Основна діяльність, яка розглядалася професіоналами в червоній зоні — реставрація та реконструкція з метою збереження та розкриття оригінальних якостей будівлі.
- Зелений колір відповідав за субстанцію, яка стала наслідком реставраційних робіт 1976 року. Тут були присутні деякі деструктивні моменти, які частково конфліктували з оригінальною субстанцією. Та все ж оригінальне полотно здебільшого було вдало реставроване, за винятком деяких історичних неточностей.
- Коричневим на кольоровій схемі було позначено всі переглянуті форми.

Методика процесу реставрації комплексу акцентувала увагу на збереженні та акцентуванні уваги саме на автентичності субстанції. Саме тому багато елементів, які можна було б назвати автентичними з певних історичних та культурних поглядів, що були присутні навіть у коричневій зоні кольорової схеми, підпали під процеси реставрації. Усі модифікації, що не були встановлені як автентичні, проте були корисні в функціональному чи конструктивному планах, були залишені, проте візуальний акцент надавався передовсім оригінальній структурі.
Усі подальші процеси реставраційних робіт здійснювалися згідно з встановленим раніше методом аналізу та експериментів.

## Відомі діячі Баугаузу
- Вальтер Ґропіус
- Людвіг Міс ван дер Рое
- Йоганнес Іттен
- Лайонел Файнінгер
- Оскар Шлеммер
- Анні Альберс
- Василь Кандинський
- Маріанна Брандт
- Фред Форбат[de]
- Людвиг Гільберсаймер[en]
- Йозеф Альберс[en]
- Герберт Маркс
- Адольф Меєр
- Ласло Могой-Надь
- Наум Слуцький